# Niigata
Niigata (japanski:新潟市 Niigata-shi) je grad u Japanu na otoku Honshū.

## Povijest
Ljudi su živjeli na području od Niigate još u Jōmon razdoblju, ali mnogo današnje površine grada je još uvijek bilo ispod morske razine. 
U 16. stoljeću, osnovana je luka Niigata na ušću rijeke Shinano, dok je lučki grad s imenom Nuttari razvijen na ušću rijeke Agano. Područje je napredovao pod vlašću Uesugi Kenshina tijekom Sengoku razdoblja. Sustav kanala izgrađen je u 17. stoljeću, a grad je postao važna luka za prometovanje na Japanskom moru. Godine 1858., Niigata je određena kao jedna od pet luka za otvorenu međunarodnu trgovinu između Japana i SAD-a. Međutim, plitka razina vode u luci odgodila je pristup stranim brodovima sve do 1869. Luka je također služila za ribare koji su lovili losose i drugu ribu sve do Kamčatke. Godine 1886., izgrađen je most Bandai prvi preko rijeke Shinano koji je povezao naselja Niigata na istoku i Nuttari na zapadu. 
Tijekom Drugog svjetskog rata Niigata je imala strateški položaj između glavnoga grada Tokija i Japanskog mora te je bila ključna točka za prijenos doseljenika i vojnog osoblja na azijsko kopno uključujući i Mandžuriju. Godine 1945., pred kraj rata, Niigata je bila jedan od četiri grada, uključujući Hiroshimu, Kokuru i Nagasaki kao meta za atomske bombe, ako se Japan ne preda. Guverner prefekture Niigata naredio je evakuaciju ljudi, grad je bio potpuno pust danima. Loši vremenski uvjeti i njegova udaljenosti od B-29 baze poštedili su ga napada, a umjesto Niigate bombardiran je Nagasaki.
Godine 1950. završena je izgradnja kolodvora, širi se centar grada od Bandai mosta. Razorni požar 1955. uništio je veći dio centra grada, ali na kraju se grad oporavio. 
Godine 1964. na mjestu starih kanala izgrađene su ceste. 16. lipnja 1964, u 13:23 dogodio se potres od 7,5 stupnjeva Richterove ljestvice ubivši 29 osoba i izazivši veliku materijalnu štete, s 1.960 potpuno uništenih zgrada, 6,640 djelomično uništenih i 15,298 oštećenih.
Godine 1965., na rijeci Agano izgrađena je kemijska tvornici zbog čijeg je zagađanja više od 690 ljudi izloženo teškim trovanjem živom poznatim kao Minamata sindrom.
Na stadionu Big Swan odigrane su tri utakmice Svjetskog prvenstvo u nogometu 2002. godine među kojima i utakmica između Hrvatske i Meksika.
2004., 2007., i 2011. grad su pogodili potresi koji nisu izazvali veću materijalnu štetu.

## Zemljopis
Niigata se nalazi na plodnoj obalnoj ravnici na obali Japanskog mora, nasuprot otoka Sado. Gradom protječe rijeka Shinano, brojne močvare kao što je Fukushimagata može se naći unutar gradskih granica. Sakata laguna je registrirana kao močvara od međunarodnog značaja u okviru Ramsarske konvencije.
Grad se ponekad naziva "Grad vode" (水 の 都 Mizu-no-Miyako) zbog dvije rijeke koje teku kroz njega, njegove pozicija uz Japansko mora, brojnih močvara te kanala koji se koriste za promet kroz grad. Također ponekad se naziva "Grad Vrba" (柳 の 都 Yanagi-no-Miyako ili 柳 都 Ryuto), jer se drvoredi vrba nižu uz stare kanala. U posljednjih nekoliko godina, grad se promovira kao "Grad hrane i cvijeća" (食 と 花 の 政令市 Shoku da Hana bez seireishi), s naglaskom na poljoprivredne površine izvan centra grada.

## Gradovi prijatelji
- Galveston, Teksas, SAD (1965.)
- Habarovsk, Rusija (1965.)
- Harbin, Kina (1979.)
- Vladivostok, Rusija (1991.)
- Birobidžan, Rusija
- Nantes, Francuska

## Vanjske poveznice
- Grad Niigata